# Тобольск (посадочная полоса)
Тобольск — посадочная площадка местных воздушных линий, расположенная в деревне Медянки Татарские вблизи одноимённого города Тюменской области. В статусе посадочной площадки с 2021 года. Новым аэропортом города Тобольска в 2021 году стал Аэропорт Ремезов.

## Показатели деятельности
| год             | 2014 | 2015 | 2016 | 2017 |
| тыс. пассажиров | 37,7 | 37,5 | 38,5 | 37,1 |
| Источники:      |      |      |      |      |

## Новый Аэропорт Тобольска
В 2018 году в 11 км к юго-востоку от существующего аэропорта началось строительство нового аэропорта, рассчитанного на прием таких воздушных судов, как SuperJet 100, Airbus A320, Boeing 737 и других. Инвестором проекта выступает ПАО «СИБУР Холдинг». 
Первый технический рейс новый Аэропорт Ремезов с кодом ИАТА: RMZ — ИКАО: USTJ принял 24 марта 2020 года, его совершил самолёт Ан-148 специального лётного отряда «Россия».
Новый аэропорт Ремезов был введён в эксплуатацию в 4 квартале 2021 года. 24 сентября 2021 тобольский аэропорт торжественно принял свой первый пассажирский рейс. 16 октября начались регулярные рейсы. 